# TEM6型柴油机车
TEM6型柴油机车（俄语：ТЭМ6）是苏联铁路的调车柴油机车车型之一，由布良斯克机械制造厂设计制造，于1970年至1971年间试制了2台，未投入批量生产。

## 发展历史
1970年，布良斯克机械制造厂在TEM2、TEM3、TEM5型调车柴油机车的基础上，开发研制了TEM6型柴油机车。该型机车按可供出口的通用型调车机车设计，在保持车体上部结构不变的情况下，通过更换转向架使机车能够适用于轨距为1000、1067、1435、1520毫米的铁路，设计使用环境为温带及热带气候。机车采用2-6Д49Т型柴油机、ГП-319А型牵引发电机和ЭД-114型牵引电动机，柴油机装车功率为1500马力。机车整备重量为93吨，轴重仅为15.3吨，具有很强的线路适应性。
1971年，布良斯克机械制造厂试制了TEM6-002号机车，这台机车加装了电阻制动装置。两台TEM6型机车经过试验后，均转交苏联国内的工业企业使用，其中002号机车仍采用1520毫米轨距的转向架，而001号机车则改装1000毫米轨距的转向架。
1975年，布良斯克机械制造厂试制了一台TEM6S型柴油机车（ТЭМ6С），其主要设备包括柴油机、牵引发电机、牵引电动机等均与TEM6型机车相同，但车体结构及转向架改为与TEM2型机车相同，并采用了适合热带环境下使用的碱性蓄电池、辅助发电机及励磁机。

## 技术特点
机车采用底架承载结构罩式车体，车体各项载荷全部由底架承担，底架和车体重量通过旁承由两台三轴转向架支承，牵引力和制动力通过心盘传递。车体采用外走廊式罩式结构，司机室位于车体中部。TEM6型机车采用了与TE109型柴油机车基本相同的无导框式轴箱三轴转向架，牵引齿轮传动比为15：68，机车全轴距为11,320毫米。
机车装用一台2-6Д49Т型柴油机（苏联国家标准GOST型号为8ЧН26/26），是在TEM5型机车所使用的3А-6Д49型柴油机基础上进一步强化而成，同样属于Д49型柴油机的系列产品。2-6Д49Т型柴油机为八气缸、四冲程、二级增压带中间冷却的V型中速柴油机，气缸直径为260毫米，活塞冲程为260毫米，额定转速为每分钟1000转，最低稳定转速为每分钟350转，装车功率为1500马力，单位燃料消耗量为150～162克/有效马力·小时，柴油机净重11300公斤。
机车传动装置采用直—直流电传动，柴油机通过联轴器直接驱动一台直流牵引发电机，再供给六台并联的直流牵引电动机。TEM6型机车采用ГП-319А型直流牵引发电机，额定功率为955千瓦，额定转速为每分钟1000转，额定电压为516伏（1845安倍），采用独立励磁及自然通风冷却。牵引电动机采用ЭД-114型直流串励牵引电动机，机体尺寸按适用于1000毫米窄轨转向架设计，额定功率为138千瓦，额定电压为258伏（615安培），额定转速为每分钟425转。为扩大机车恒功速度范围，机车能够对牵引电动机使用二级磁场削弱，磁场削弱率分别为50%及27%。
机车采用ГП-405А型辅助发电机，额定功率为15千瓦，额定转速为每分钟2039转，为蓄电池充电、控制电源和照明电源提供110伏直流电源。励磁机为一台直流发电机，额定功率为10.8千瓦，额定转速为每分钟2030转，输出120伏直流电。此外，机车还设有一台ВС-652型同步交流发电机。

## 参看
- TEM2型柴油机车
- TEM3型柴油机车
- TEM5型柴油机车
- TE109型柴油机车